# Törökszentmiklós
Törökszentmiklós je město v Maďarsku v okrese Törökszentmiklós, v župě Jász-Nagykun-Szolnok. Leží východně od Szolnoku a protéká ním potok s názvem Tinóka.
Rozkládá se na ploše 185,16 km² a v roce 2013 zde žilo 21 098 obyvatel.

## Historie
Území bylo osidlováno různými etnickými skupinami od pradávna. Archeologické nálezy keramických zlomků dokládají přítomnost lidí už v období neolitu, konkrétně lid kultury s lineární keramikou. Z eneolitu se zde nacházejí zbytky mohyl. Své stopy tu zanechali také Keltové.
První zmínka o městě pochází z roku 1399 (udáváno pod jménem Zenthmyclos). V roce 1552 se pevnost Balaszentmiklós v blízkosti tohoto sídla dostala do tureckých rukou. V roce 1685 byla lokalita osvobozena, nicméně pevnost byla zcela zničena. Status města s tržním právem získal Törökszentmiklós v roce 1735. Modernizace a industrializace lokality probíhala pomalu. Mapy prvního vojenského mapování zobrazují město s pravidelnou sítí ulic a kostelem na jeho severním okraji. Původně močálovité okolí říčky Tinóka totiž znemožňovalo sídlu růst dále na sever a tvořilo tak přirozenou hranici. Během 19. století byly močály vysušeny a přeměněny na ornou půdu.
V roce 1848 zde János Lábassy otevřel dílnu na výrobu zemědělských pluhů a dalších nástrojů.
V období existence socialistického Maďarska zde v rámci kolektivizace existovala dvě zemědělská družstva. Průmyslové podniky se začaly rozvíjet po roce 1960. V této době také byl přestavěn střed města, kde původní radnici obklopily panelové domy.

## Obyvatelstvo
Při sčítání obyvatel v roce 2001 tvořili obyvatelstvo z 98 % Maďaři a ze 2 % Romové. Počet obyvatel města pozvolna klesá. Zatímco v roce 2013 zde žilo 21 098 obyvatel, roku 2018 to bylo již jen 19 890.

## Pamětihodnosti
Místní katolický chrám je zasvěcen Nejsvětější trojici. Východněji od centra města stojí také kostel reformované církve.

## Ekonomika
Na západním okraji Törökszentmiklóse se nachází podnik s názvem KALL Ingredients Kft.

## Doprava
Západně od města končí dálnice M4, resp. její nejvýchodnější úsek. Městem potom prochází silnice celonárodního významu č. 4. Městem ve stejném směru vede také trať ze Szolnoku do Debrecína.

## Rodáci
- László Darvasi - (*17. října 1962) - maďarský spisovatel a novinář